# Phasis wykehami
Phasis wykehami är en fjärilsart som beskrevs av Dickson 1969. Phasis wykehami ingår i släktet Phasis och familjen juvelvingar. Inga underarter finns listade i Catalogue of Life.